# 黃彥俊
黃彥俊（15世紀—15世紀），名瑜，字彥俊，以字行，浙江台州府黃巖縣人，明朝政治人物。

## 生平
黃彥俊在宣德四年（1429年）由儒士中舉人，正統元年（1436年）成進士，獲授兵部職方司主事。當時必須任滿九年京官才能追贈父母同等官職，黃彥俊任官聲譽良好，同僚多次疏薦，他也因為希望讓父母獲得推恩而推辭，不久因病去世，人們都為他可惜，有《職方集》流傳，其後以兒子黃孔昭顯貴，追贈工部右侍郎，學士陳循為其撰寫墓志。

## 家族
子黃孔昭、孫子黃俌、曾孫黃綰均為進士。